# محمد بن عبد الله اللويمي
محمد بن عبد الله بن أحمد اللُّوَيم الأحسائي يعرف أيضًا بـمحمد اللُوَيم (1942 م) (1361 هـ) فقيه جعفري وقاضي سعودي. ولد في بلدة الشِّعبَة بالأحساء ونشأ بها في عائلة معروفة من بني لام. توفي والده وهو في الرابعة من عمره فرعته والدته، التي توفيت وهو في الرابعة عشرة. بدأ دراسته الدينية في الأحساء أولًا ثم ذهب إلى النجف سنة 1961 وهناك أكمل المقدمات والسطوح وحضر أبحاث الخارج عند علماءها منهم مسلم بن حمود الحلي، وأبو القاسم الخوئي، ومحمد باقر الصدر. اشتغل بالتدريس في النجف مدة ورجع إلى مسقط رأسه. دخل في السلك القضاء الجعفري منذ 1994 إلى جنب محمد بن سلمان الهاجري. عين قاضي المواريث في الأحساء منذ 2004 حتى أستقال في 2008. 

## سيرته
آل اللُّويمي من الأسر الأحساء العلمية ولهم عدة فروع ويقال لهم اللُّويم أيضًا، نسبة إلى بني لام من القبائل العربية. ولد محمد اللويمي في بلدة الشِّعبَة بالأحساء في أواسط عام 1361 هـ/ 1942 م ونشأ بها. توفي والده عبد الله سنة 1364 هـ، وعمره أقل من ثلاث سنوات، كما فقد والدته وهو في الرابعة عشرة. فعاش يتيمًا الأبويين. 

بدأ دراسته بتعلم القرآن في سن مبكر، فأجاد قرائته على يد والدته في سبعة أشهر، ثم توجّه لتعلم الكتابة على يد عمران بن حسين آل بوحسن. وبدأ دراسته الدينية وهو في الثامنه عشر، فدرس علم النحو في المبرز عند أحمد بن هاشم العلي وصالح بن محمد السلطان. وفي سنة 1381 هـ/ 1961 م ذهب إلى النجف لإكمال دراسته. وهناك أكمل المقدمات والسطوح وحضر أبحاث الخارج عند علماءها. من أهم أساتذته في النجف ناصر بن هاشم العلي، محمد حسن القبيسي العاملي، وعبد المجيد بن محمود الحكيم، وعبد المحسن الغرّاوي النجفي، ومحمد حسين بن محمد سعيد الحكيم، ومسلم بن حمود الحلي، وأبو القاسم الخوئي، ومحمد باقر الصدر. يحمل الوكالة الشرعية عن عدد من المراجع منهم علي السيستاني ومحمد فاضل اللنكراني وجواد التبريزي. 

## مهنته
اشتغل بالتدريس في النجف، ودرّس العديد من طلبة العلوم الدينية، من تلاميذه كاظم بن علي العلي، وإبراهيم بن علي البطاط، وحسن بن علي الطرفي، وحسين بن حِجّي الحُليمي، وموسى بن راضي الخميس، وحسين بن طاهر السعيد، وغيرهم. 

دخل في السلك القضاء الجعفري إلى جنب محمد بن سلمان الهاجري منذ جمادى الأولى 1415 هـ/ أكتوبر 1994 وأصبح مساعدًا له ومعتمدًًا في المحكمة. وكان القاضي المكلف عندما يغيب الهاجري. واستمر في عمله بالمحكمة الجعفرية حتى وفاة الهاجري في 21 رجب 1425/ 5 سبتمبر 2004. وبعده، بفترة قصيرة خلفه في القضاء رسميًا وعيّن بمحله من قبل الدولة فأصبح القاضي الرسمي الجعفري في الأحساء. وتم اعتماد حسن محمد باقر أبو خمسين كقاضٍ ثان مساعد له. استقال من منصبه في 14 رجب 1429/ 17 يونيو 2008. 

## حياته الشخصية
له من الأبناء تسعة عبد الهادي وأحمد وحسين وعلي وعبد الله وحسن وإبراهيم و مهدي و يوسف.

## مؤلفاته
- شرح التبصرة
- مختصر في علم النحو
- مختصر في الدماء الثلاثة وأحكامها